# Ierocle (filosofo)
Ierocle (in greco antico: Ἱεροκλῆς?, Hieroklês; fl. I-II secolo) è stato un filosofo greco antico appartenente al tardo stoicismo vissuto tra la seconda metà del I secolo d.C. e la prima metà del II.
Di Ierocle sono arrivate a noi, riportate nell'antologia filosofica di Stobeo, alcune parti delle Φιλοσοϕούμενα ("Riflessioni filosofiche"), dove si elencano i doveri morali ai quali gli uomini sono tenuti. Ierocle è anche noto per i suoi Ηϑικὴ στοιχείωσις (Elementi di etica) dove, in forma piana ed essenziale, si analizzano filosoficamente valori etici che si allontanano dallo stoicismo e cominciano invece ad essere influenzati da quelli cristiani dell'amore del prossimo.
In particolare negli Elementi di etica Ierocle sostiene che alla base del comportamento morale vi sia la sensazione e questo vale sia per gli uomini sia per gli animali che attraverso la sensazione prendono coscienza non solo del loro corpo, ma anche di sé stessi; solo gli sciocchi «pensano che la facoltà della sensazione sia stata data dalla natura per la percezione delle cose esterne e non anche per la percezione di sé».
Infatti «la percezione di una cosa esterna non si compie senza la sensazione di sé»: per esempio con la sensazione del caldo abbiamo quella di noi stessi scaldati e così l'animale appena nato ha la percezione di qualcosa congiunta con la percezione di sé. Anzi, aggiunge Ierocle, la sensazione di sé «è facoltà iniziale e dominante» e quindi primaria rispetto a quella delle cose esterne.
Questa sensazione di sé significa che il senziente sente che il proprio corpo gli appartiene e che egli vuole conservarlo con un comportamento di autoconservazione che è "amore di sé" come provano anche gli esseri minori della natura «che sentono un intenso amore per se stessi», senza il quale «la sopravvivenza sarebbe impossibile». La sensazione dunque è il fondamento dell'etica e se si considera che essa, quando è rivolta all'esterno, assume il ruolo di amore verso i beni esterni, può anche esprimere amore verso quegli oggetti esterni che sono gli altri esseri viventi (οἰκείωσις).